# Нанобетон
Нанобето́н — бетон, розроблений із застосуванням нанотехнологій. Спеціальні добавки — так звані наноініціатори — істотно поліпшують його фізичні властивості.
Механічна міцність нанобетону на 150% вища за міцність звичайного, морозостійкість вища на 50%, а ймовірність появи тріщин утричі нижча. Вага конструкції, виготовленої з такого бетону, знижується приблизно ушестеро.

## Винахід
Перші результати при створенні нового матеріалу були отримані ще в 1993 році петербурзьким розроблювачем Андрієм Пономарьовим. Потім робота велася групою вчених з різних міст. Зараз у проекті бере участь московський «Наноцентр» МЕІ, ТОВ «Нанотроніка» і НВО «Синтетика-Лад» з Новочеркаська, НТЦ «Прикладні технології» із Санкт-Петербурга. Згодом у проекті виділилися два напрямки — створення нових матеріалів для відновлення зруйнованих конструкцій і для будівництва нових будинків.
Існують також розробки нанобетону на Заході.

## Застосування
Особливістю застосування російського нанобетону є те, що при нанесенні на залізобетонну конструкцію (при відбудовних роботах) заповнюють всі мікропори й мікротріщини й полімеризуються, відновлюючи її міцність. Якщо ж арматура проржавіла, нова речовина вступає в реакцію з корозійним шаром, заміщає її й відновлює зчеплення бетону з арматурою.